# Pia Arke
Pia Arke (rozená Gantová, 1. září 1958 – květen 2007) byla Kalaaleq (grónští Inukové) a dánská výtvarnice, performerka, spisovatelka a fotografka. Je známá a respektovaná pro své autoportréty a krajinářské fotografie Kalaallit Nunaat (Grónsko), stejně jako pro její obrazy, spisy, které se snažily zviditelnit koloniální historii a složité etnické a kulturní vztahy mezi Dánskem a Grónskem. V průběhu své umělecké výzkumné praxe používala Arke metaforu svého míšeného původu („mongrel“) jako příležitost zabývat se těmito historickými vztahy a také se věnovat řešení významných otázek identity a reprezentace arktických domorodců.

## Životopis
Arke se narodila 1. září 1958 v Ittoqqortoormiit v severovýchodním Grónsku dánskému otci (telegrafistovi Jørgenu Gantovi) a grónské matce (Justine Piparajik Birgitte). Byla vychována v oblasti Thule v severním Grónsku a v jižním městě Narsaq, ale jako mnoho dětí podobného původu se nikdy nenaučila mluvit grónsky. S rodinou žila jak na východě, tak na západě Grónska. Po počáteční školní docházce v dánských školách v Grónsku se s rodinou přestěhovala do Dánska, když jí bylo 13 let.
V roce 1987 se Arke vrátila do Kodaně v Dánsku, kde navštěvovala Královskou dánskou akademii výtvarných umění, kde studovala malbu pod vedením Mogense Møllera a Pera Baka Jensena, kterou absolvovala v roce 1993. Ve stejném roce Arke vstoupila na katedru teorie a komunikace na Královské dánské akademii výtvarných umění v Kodani. Magisterské studium absolvovala v roce 1995 publikovanou prací „Etnoestetika / Etnoæstetik“, která kritizuje západní romantické a primitivistické stereotypy „eskymáckého“ umění a klade důraz na kritické otázky kulturní identity a autenticity v umění.

## Kariéra
Koncem 80. let začala Arke vystavovat své obrazy. V roce 1988 Arke vyvinula svou vlastní dírkovou kameru v životní velikosti (camera obscura), kterou ručně vyrobila z borového dřeva a překližky, aby mohla fotografovat grónskou krajinu, kterou znala jako dítě. Konečné výsledky byly vystaveny na její výstavě Imaginary Homelands v roce 1990. Konstrukce camery obscury měla malý vchod, kam umělkyně vlezla a připevnila list filmu podél zadní stěny. Světlo zvenčí pak proudilo dovnitř malým otvorem na opačném konci krytu. Umělkyně často využívala pomalého expozičního procesu (patnáct až třicet minut) tím, že zůstala v krabici, aby manipulovala s procesem pomocí vlastního těla, které by vrhalo viditelný stín na hotový obraz.
Ve svém úvodu k dílu Pia Arke. Arctic Hysteria 1997, Iben Mondrupová popisuje, jak byla její výstava provokativně nazvána „Arktická hysterie“, vzhledem ke kontroverzní iracionalitě, která se údajně projevovala u původních žen. Její výstavy a doprovodné výklady podnítily Dánsko k novému přehodnocení koloniální historie Grónska. Ačkoli během jejího života proběhlo několik výstav, první významná výstava její tvorby v Dánsku se konala až po její smrti a nesla název Tupilakosaurus (2010). Tupilakosaurus se skládá z více než 70 fotografií, maleb, videí, instalací a reportáží.
Umělecká díla a fotografie autorky znovu zkoumají historii dánské represivní kolonizace v Grónsku. Výsledkem je, že Pia je uznávána jako jedna z nejvýznamnějších postkoloniálních kritiků a hráčů severského regionu díky uměleckému výzkumu, kterému se věnovala po dvě desetiletí.

## Dědictví
V květnu 2007 zemřela Pia Arke ve věku 48 let na rakovinu. Její knihy byly znovu vydány a v roce 2010 vznikl film a výstava v dánském Národním muzeu. Její „Etno-estetika“ (1995) a „Příběhy ze Scoresbysundu“ (2003) byly zpřístupněny v angličtině, dánštině a grónštině. Výstava se poté přesunula do Švédska a Grónska.

## Výstavy
- 2019 – 16. bienále Istanbul : Sedmý kontinent, kurátor Nicolas Bourriaud, v Muzeu Pera, Istanbul, Turecko[12]
- 2019 – Pia Arke: Wonderland, kurátorka Katrine Elise Pedersenová, v Kunsthall Trondheim, Trondheim, Norsko[13]
- 2022 – Drøm og fortrængning, kurátorka Marianne Agerová, v Brandts, Odense, Dánsko[14]

## Publikovaná díla
- ARKE, Pia. Ethno-aesthetics. [s.l.]: Kunsttidsskriftet ARK, Pia Arke Selskabet & Kuratorisk Aktion, 2010. Dostupné online. ISBN 978-87-993523-1-9. (dánsky)
- ARKE, Pia. Stories from Scoresbysund: Photographs, Colonisation and Mapping. [s.l.]: Pia Arke Selskabet and Kuratorisk Auktion, 2010. Dostupné online. ISBN 978-87-993523-0-2.
- ARKE, Pia. Tupilakosaurus: An Incomplete(Able) Survey of Pia Arke's Artistic Work and Research. [s.l.]: [s.n.], 2012. Dostupné online. ISBN 978-87-993523-3-3.